# Asarum wulingense
Asarum wulingense C.F.Liang – gatunek rośliny z rodziny kokornakowatych (Aristolochiaceae Juss.). Występuje naturalnie w południowo-wscodnich Chinach – w prowincjach Guangdong, Kuejczou, Hunan, Jiangxi oraz w regionie autonomicznym Kuangsi.

## Morfologia
PokrójBylina z pionowymi kłączami o średnicy 3–4 mm.
LiściePojedyncze, mają kształt od owalnego do owalnie eliptycznego. Mierzą 7–17 cm długości oraz 5–9 cm szerokości. Górna powierzchnia jest zielona z białymi plamkami, natomiast od spodu są owłosione i mają brązowożółtawą barwę. Blaszka liściowa jest o sercowatej nasadzie i spiczastym wierzchołku. Ogonek liściowy jest owłosiony i dorasta do 7–18 cm długości.
KwiatySą promieniste, obupłciowe, pojedyncze. Okwiat ma dzwonkowato dzbankowaty ze zwężonym wierzchołkiem kształt i purpurową barwę, dorasta do 2–3 cm długości oraz 2–3 cm szerokości. Listki okwiatu mają trójkątnie owalny kształt. Zalążnia jest dolna z wolnymi słupkami.

## Biologia i ekologia
Rośnie w lasach. Występuje na wysokości do 1100 m n.p.m. Kwitnie od grudnia do kwietnia.